# Gobierno de Isaías Medina Angarita
El gobierno de Isaías Medina Angarita (1941-1945) es considerado un gobierno posgomecista, siendo Medina elegido por el Congreso de los Estados Unidos de Venezuela en 1941, después de haber sido ministro y sucesor designado por el presidente saliente Eleazar López Contreras, y ganando en unas elecciones con clara ventaja. Fue el cuarto y último gobierno de la etapa conocida como Hegemonía Andina, liderada por presidentes nacidos en el estado Táchira.
Durante este tiempo se redactó un nuevo código civil. Venezuela fue el primer productor de petróleo del mundo, clave durante la Segunda Guerra Mundial. A nivel electoral, el gobierno de Medina legalizó los partidos políticos de todo el espectro político, estableciendo el sufragio femenino municipal. Medina fundó el Partido Democrático Venezolano (PDV), organizado por el ministro Arturo Uslar Pietri.
El de Medina fue el gobierno durante el transcurso de última parte la Segunda Guerra Mundial, donde Venezuela fue atacada por la Alemania nazi, durante la primera incursión nazi en América. La política exterior medinista incluyó salir de la neutralidad en 1945 y alinearse con los Aliados, estableciendo relaciones diplomáticas con China (1943) y la Unión Soviética (1945), mientras que rompió relaciones y declaró la guerra exitosamente contra las Potencias del Eje.
Medina y López Contreras vieron deteriorado su vínculo durante este tiempo, donde se comenzó a hablar de «lopecismo» y «medinismo». El gobierno resultó derrocado por el golpe de Estado de 1945 liderado por Rómulo Betancourt y Marcos Pérez Jiménez, autodenominado la Revolución de Octubre. Medina Angarita fue detenido y desterrado, marchándose al exilio en Estados Unidos. Ese año fue establecido el Jurado de Responsabilidad Civil y Administrativa para investigar corrupción relativa al gobierno de los gobiernos gomecistas y posgomecistas, incluyendo el de Medina.

## Contexto histórico
Isaías Medina Angarita había sido secretario privado de Eleazar López Contreras cuando este era ministro de Guerra y Marina del dictador Juan Vicente Gómez. Posteriormente, Medina fue ministro de Guerra de López Contreras, cuando aquel asumió tras la muerte de Gómez.
Varios autores señalan que Gómez había pensado en Diógenes Escalante como su sucesor. Según el escritor Francisco Suniaga, también habría sido la primera opción de López Contreras, pero la cúpula militar le impuso la decisión de optar por un militar.
El ascenso de Medina significó un declive para López Contreras, lo que generó discordia entre ambos.

## Campaña presidencial

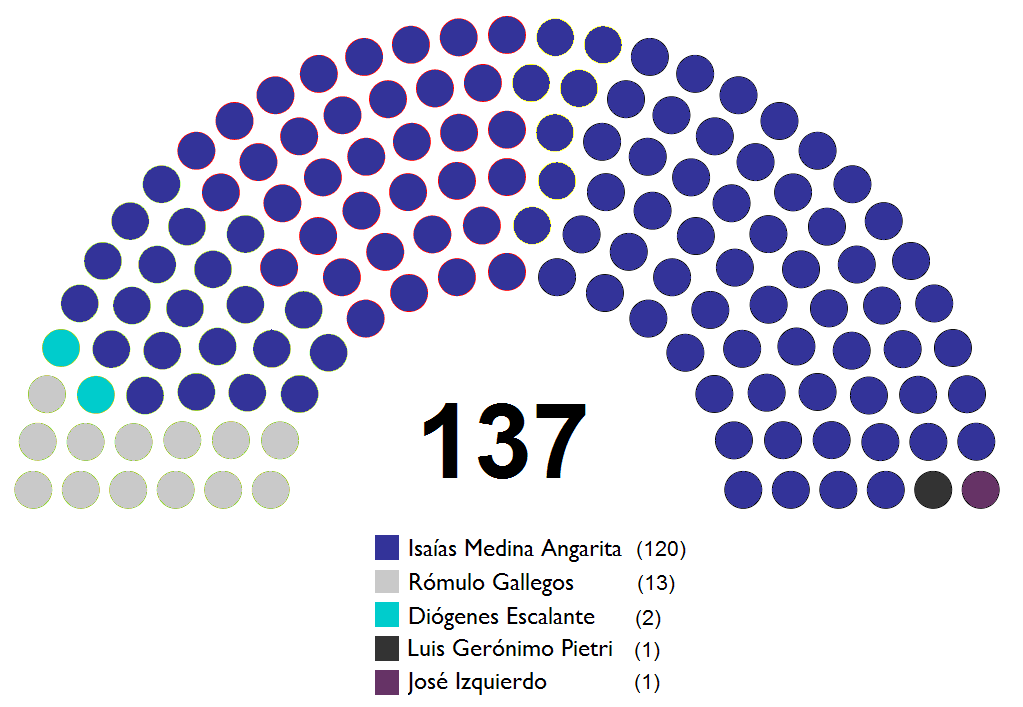
Resultados de las elecciones de 1941 celebradas por el Congreso.

La de 1941 fue la primera campaña presidencial en cuarenta años, y el gobierno militar de López Contreras lanzó al ministro Medina Angarita. Compitieron contra él Rómulo Gallegos, Diógenes Escalante, Luis Gerónimo Pietri y José Izquierdo, ganando Medina Angarita con 120 votos del Congreso de un total de 137. El plan del presidente López Contreras era recibir el cargo nuevamente cuando culminara el gobierno de Medina.

## Gabinete

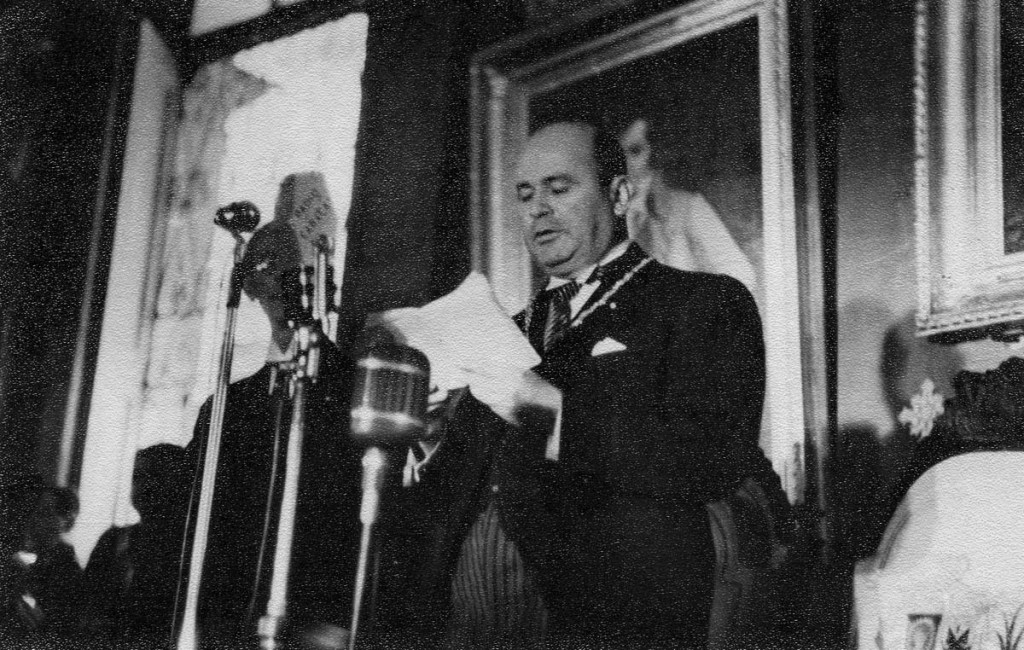
El presidente Medina en su toma de posesión. 1941.

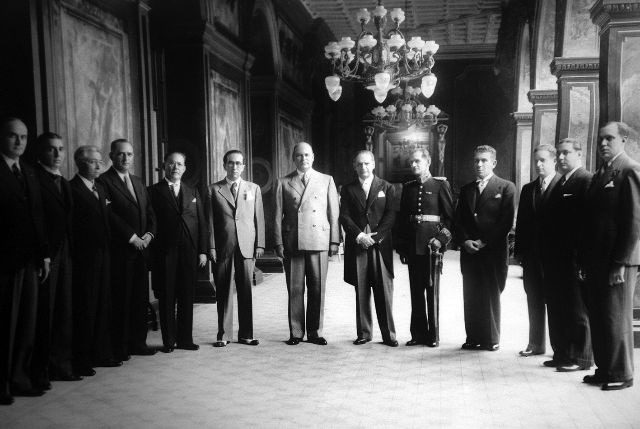
El presidente Medina Angarita y su gabinete ministerial.

| Gabinete ejecutivo                           | Gabinete ejecutivo          | Gabinete ejecutivo |
| -------------------------------------------- | --------------------------- | ------------------ |
| Organismo                                    | Autoridad                   | Período            |
| Despacho de Relaciones Interiores            | Tulio Chiossone             | 1941–1942          |
| Despacho de Relaciones Interiores            | César González Martínez     | 1942–1943          |
| Despacho de Relaciones Interiores            | Juan Penzini Hernández      | 1943               |
| Despacho de Relaciones Interiores            | José Nicomedes Rivas        | 1943–1945          |
| Despacho de Relaciones Interiores            | Arturo Uslar Pietri         | 1945               |
| Despacho de Relaciones Exteriores            | Caracciolo Parra Pérez      | 1941–1945          |
| Despacho de Relaciones Exteriores            | Gustavo Herrera             | 1945               |
| Despacho de Hacienda                         | Alfredo Machado Hernández   | 1941–1943          |
| Despacho de Hacienda                         | Arturo Uslar Pietri         | 1943               |
| Despacho de Hacienda                         | Rodolfo Rojas               | 1943–1945          |
| Despacho de Hacienda                         | Alfonso Espinosa            | 1945               |
| Despacho de Guerra y Marina                  | Antonio Chalbaud Cardona    | 1941–1942          |
| Despacho de Guerra y Marina                  | Juan de Dios Celis Paredes  | 1942–1943          |
| Despacho de Guerra y Marina                  | Carlos Meyer                | 1943               |
| Despacho de Guerra y Marina                  | Manuel Morán Acurero        | 1943–1945          |
| Despacho de Guerra y Marina                  | Delfín Becerra              | 1945               |
| Despacho de Fomento                          | Enrique Jorge Aguerrevere   | 1941–1942          |
| Despacho de Fomento                          | Eugenio Mendoza Goiticoa    | 1942–1943          |
| Despacho de Fomento                          | Gustavo Herrera             | 1943–1945          |
| Despacho de Fomento                          | Juan de Dios Celis Paredes  | 1945               |
| Despacho de Obras Públicas                   | Manuel Silveira             | 1941–1945          |
| Despacho de Educación                        | Alejandro Fuenmayor Morillo | 1941               |
| Despacho de Educación                        | Gustavo Herrera             | 1941–1943          |
| Despacho de Educación                        | Rafael Vegas                | 1943–1945          |
| Despacho de Obras y Comunicaciones           | Numa Quevedo                | 1941               |
| Despacho de Obras y Comunicaciones           | Ovidio Pérez Ágreda         | 1941–1942          |
| Despacho de Obras y Comunicaciones           | Héctor Cuenca               | 1942–1943          |
| Despacho de Obras y Comunicaciones           | Julio Díez                  | 1943–1945          |
| Despacho de Agricultura                      | Saverio Barbarito           | 1941               |
| Despacho de Agricultura                      | Rodolfo Rojas               | 1941–1943          |
| Despacho de Agricultura                      | Ángel Biaggini              | 1943–1945          |
| Despacho de Salud y Asistencia Social        | Félix Lairet                | 1941–1945          |
| Secretaría de la Presidencia de la República | Arturo Uslar Pietri         | 1941–1943          |
| Secretaría de la Presidencia de la República | Ángel Biaggini              | 1943               |
| Secretaría de la Presidencia de la República | Arturo Uslar Pietri         | 1943               |
| Secretaría de la Presidencia de la República | Pedro Sotillo               | 1943–1945          |

## Política nacional

### Política legislativa
Durante el gobierno de Medina se redactó un nuevo Código civil.

### Política de defensa

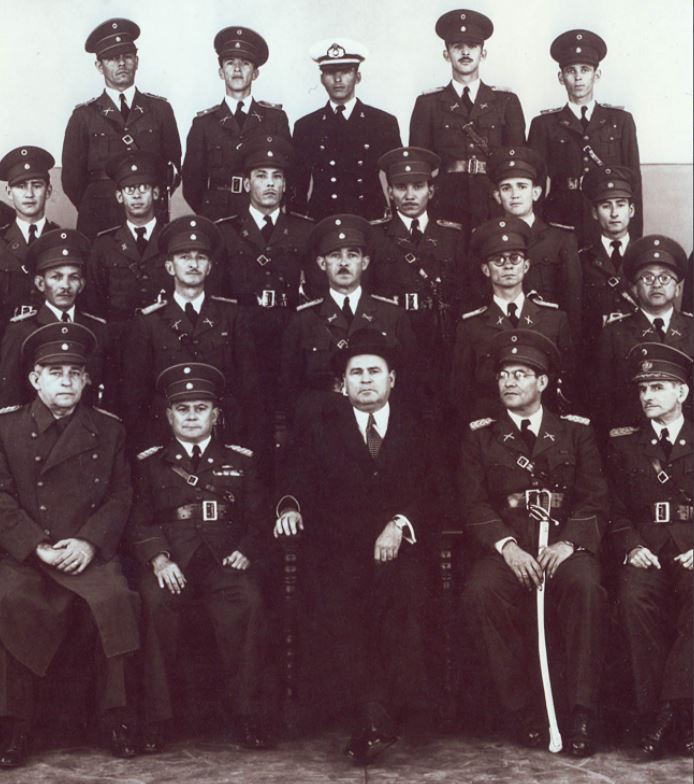
El presidente Medina Angarita junto a un grupo de oficiales del ejército, c. 1945.

En 1943 se reformó la Ley del Servicio Militar y por medio de esta estableció la instrucción militar obligatoria para los dos últimos años de educación secundaria. En su mensaje al Congreso, Medina Angarita hizo referencia al reclutamiento forzado debido a que luego de la reforma de la ley se redujo el número de personas alistadas por la fuerza. El presidente llegó a mencionar que «el viejo dolor y la antigua vergüenza del reclutamiento forzoso, han terminado; este año, por primera vez, no ha habido reclutamiento forzoso en Venezuela».

### Política económica
Durante el gobierno de Medina Angarita se decidió seguir el plan trazado por el ministro Alberto Adriani para diversificar la economía del país «en sus aspectos agrícola, pecuario, minero e industrial, a fin de que la riqueza de la nación sea sólida y vigorosa y no se halle expuesta a las contingencias graves e impredecibles que normalmente pueden afectar a un solo producto o a una sola actividad», según Medina.
Se creó la Junta de Fomento de la Producción Nacional, después llamada Corporación Venezolana de Fomento, para otorgar créditos destinados a fomentar la producción nacional.

### Política energética
Para ese entonces, Venezuela era el primer productor de petróleo del mundo. En 1943 se sancionó la Ley de Hidrocarburos, que elevó la participación del Estado venezolano al 50% y estableciendo que las compañías petroleras debían pagar el Impuesto a la Renta. Se decidió también que hasta el fin de la guerra el petróleo se refinaría en Venezuela. Dicha ley no cayó bien en Estados Unidos, y estaría vigente hasta su reemplazo en 1976 durante la nacionalización del petróleo.

### Política electoral

#### Legalización de los partidos políticos
Medina Angarita permitió el establecimiento de partidos políticos, limitados hasta entonces por la hegemonía gomecista. El 13 de septiembre de 1941 se fundó Acción Democrática (AD). En 1942 se fundó Acción Nacional (precursores de COPEI). El propio Medina Angarita fundó un partido político en 1943, el Partido Democrático Venezolano (PDV), organizado por su ministro Arturo Uslar Pietri. El 9 de octubre de 1945 se eliminó el inciso 6.º del artículo 32 de la Constitución Nacional para legalizar el Partido Comunista (PCV), prohibido para ese momento, lo que le trajo al gobierno el apoyo comunista.

#### Sufragio femenino parcial
En julio de 1945 el Congreso le otorgó a las mujeres derecho a voto a nivel municipal, la primera forma de sufragio femenino en la historia del país.

### Política en infraestructura

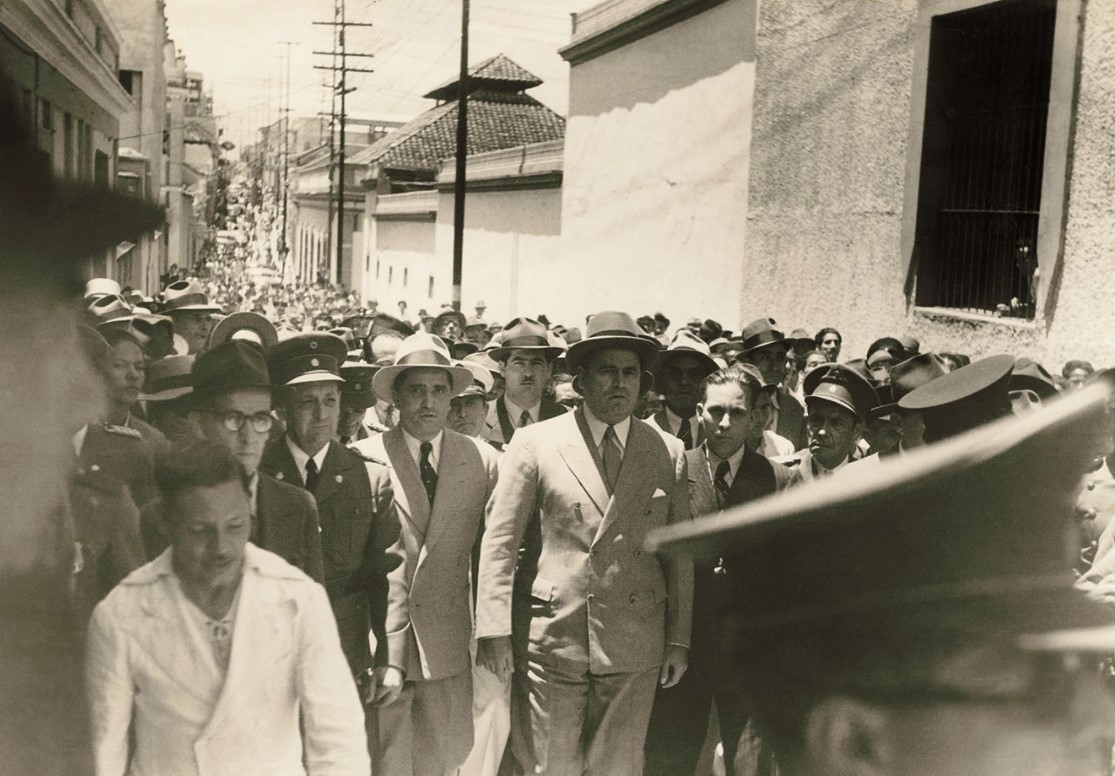
Medina Angarita, junto al gobernador del Distrito Federal, Luis Gerónimo Pietri; el ministro de Obras Públicas, Manuel Silveira, y el director-gerente del Banco Obrero, Diego Nucete Sardi, en el inicio de la demolición de los inmuebles de El Silencio, 25 de julio de 1942.

En 1943 se expropió la Hacienda Ibarra con la finalidad de construir allí la Ciudad Universitaria de Caracas. También se construyó la Urbanización El Silencio.

### Política agraria
En 1945 se sancionó la Ley de Reforma Agraria.

### Política laboral
El presidente Medina Angarita no sólo permitió la permanencia de los sindicatos existentes, sino también la proliferación de estos. En 1940 se promulgó la Ley del Seguro Social Obligatorio, junto con la creación del Instituto Central de los Seguros Sociales.

### Política social
En 1941 comenzó a funcionar el Servicio de Identificación, Migración y Extranjería, debido a la necesidad de normar la identidad de los venezolanos y registrar la entrada de migrantes al país. Medina obtuvo él mismo la cédula de identidad con el número 00001.

### Política en derechos humanos
A pesar del proceso de apertura se mantienen algunas actitudes represivas por parte del gobierno. Se promueven la disolución de varios sindicatos y durante un conflicto laboral liderado por el Sindicato Profesional de Trabajadores y Autobuseros del Distrito Federal y el estado Miranda son detenidos sus principales instigadores Luis Miquilena y Jesús Vale.
A pesar de que se permitió cierto grado de libertad de expresión, fueron detenidos los periodistas José «Kotepa» Delgado, Raúl Domínguez, Alfredo Tarre Murzi, Raúl Juan López. Estas detenciones provocaron el rechazó de la Asociación Venezolana de Prensa (AVP) lo que influyó en la posterior liberación de los detenidos.
En el marco de la Segunda Guerra Mundial el gobierno rompió relaciones con las potencias del eje, lo que posteriormente llevó a que se suspendieran las garantías de ciudadanos extranjeros provenientes de estos países.

### Política en medios de comunicación
La libertad de prensa se amplificó notablemente. Gracias a esto, un grupo de empresarios fundaron el periódico Últimas Noticias.

## Política exterior

### Segunda Guerra Mundial

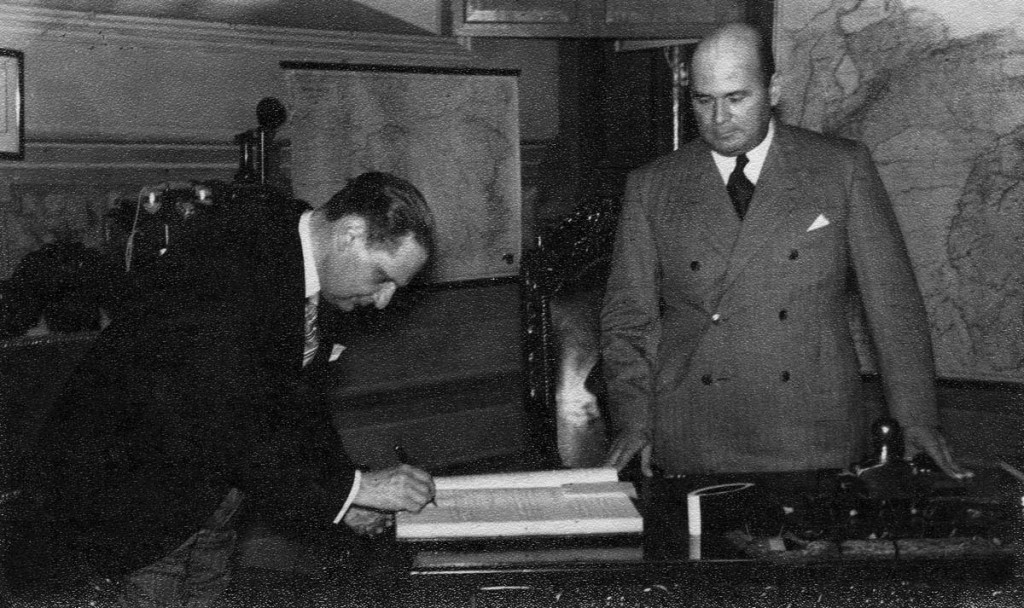
El ministro Caracciolo Parra suscribe como canciller del gabinete. 1941.

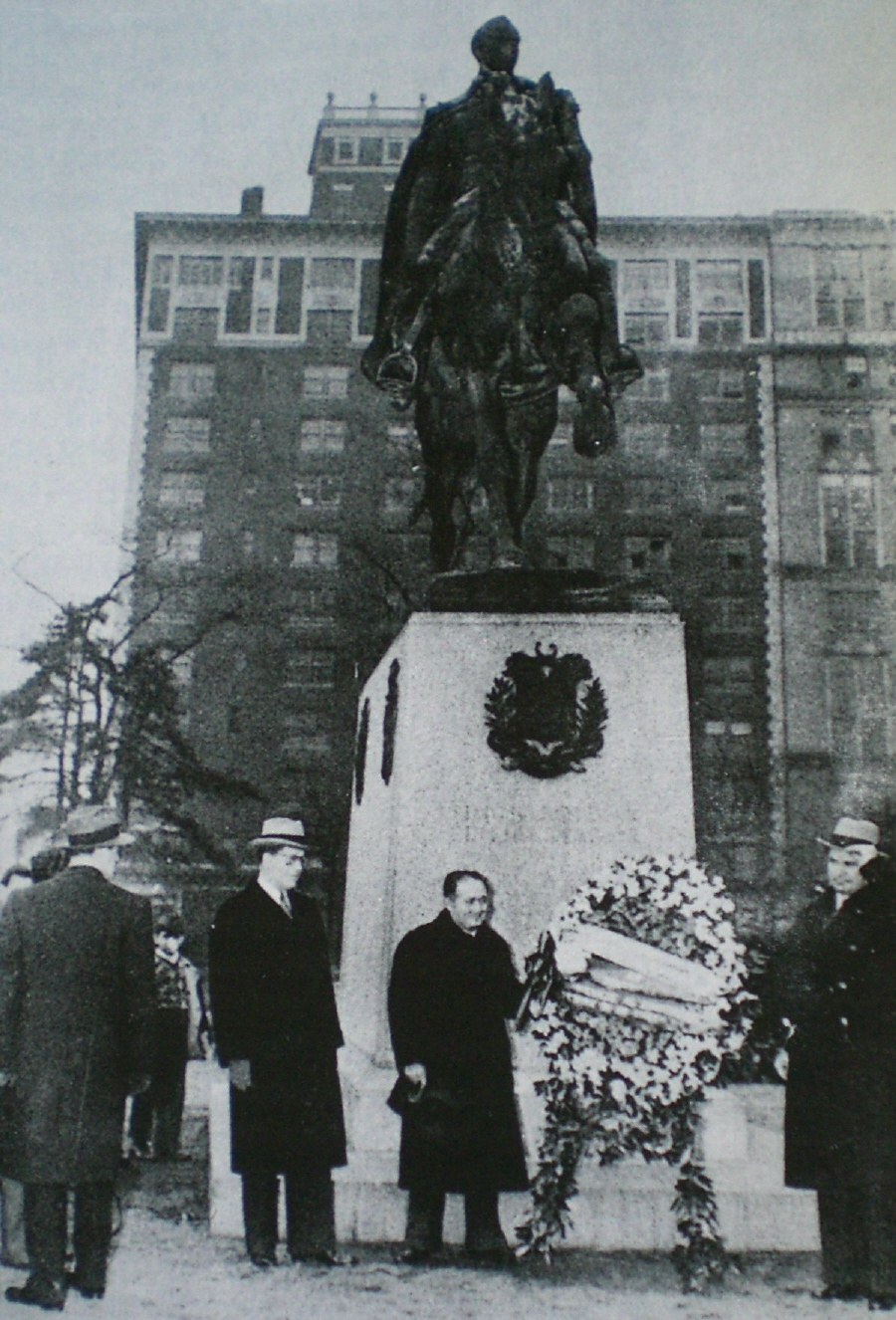
El presidente Medina depositando una ofrenda floral ante el Monumento a Simón Bolívar en Nueva York durante su visita oficial a Estados Unidos

El canciller principal fue Caracciolo Parra Pérez. Durante la Segunda Guerra Mundial Venezuela rompió relaciones con los países del Eje, acercándose a los aliados de las Naciones Unidas. En ese contexto, Medina dictó un decreto que suspendió las garantías de los extranjeros en Venezuela el 21 de enero de 1942. El 18 de febrero de 1942 Venezuela sufrió un ataque cuando la refinería de Standard Oil en Aruba fue bombardeada.
El 13 de febrero de 1943 Venezuela se unió a la Carta del Atlántico, antecesora de la ONU.

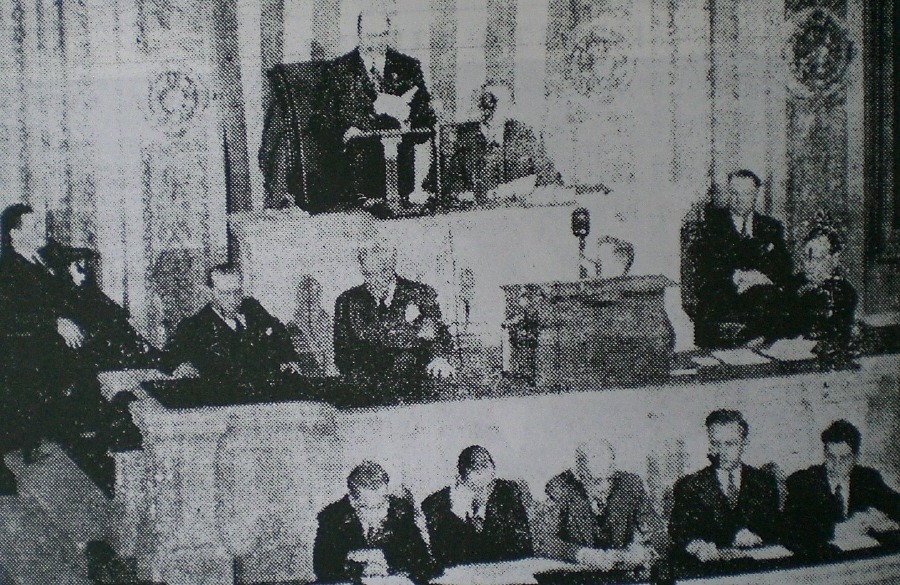
El presidente Medina en el Congreso de los Estados Unidos. 1944.

Medina fue el primer presidente en hacer viajes diplomáticos al exterior. En 1943 viajó a a los países bolivarianosː Colombia, Ecuador, Perú, Bolivia y Panamá, y en enero de 1944 visitó Estados Unidos, invitado por el presidente Franklin D. Roosevelt. En Nueva York condecoró con la Orden del Libertador al abogado Severo Mallet-Prevost, quien fue abogado de Venezuela en la disputa territorial de la Guayana Esequiba. El embajador en Estados Unidos, Diógenes Escalante, fue elegido por Medina como su sucesor. En 1943 se establecieron relaciones con China y en 1945, con la Unión Soviética.

## Proyecto de elecciones de 1946
El embajador de Venezuela en Estados Unidos, Diógenes Escalante, era el favorito para suceder al presidente Isaías Medina Angarita,  aceptando la candidatura en julio de 1945, pero para septiembre se anunció que Escalante vio deteriorada su salud mental, por lo cual el gobierno nombró en octubre a un nuevo candidato, el ministro Ángel Biaggini, sin embargo, a poco tiempo de las elecciones los partidos políticos no llegaron a ningún acuerdo con garantías de cambiar dicho sistema. Simón Alberto Consalvi relató sobre la escogencia de Biaggini:

...Fue tan sorprendente que, si se tiene la curiosidad de ir al periódico oficial del PDV, que se llamaba El Tiempo, que fue dirigido por (...) Picón Salas y Ramón Díaz Sánchez, se verá que ese periódico demoró dos días para dar la noticia de que Angel Biaggini había sido escogido candidato a la presidencia de la república, porque la sorpresa fue tan grande que nadie se lo explicaba.

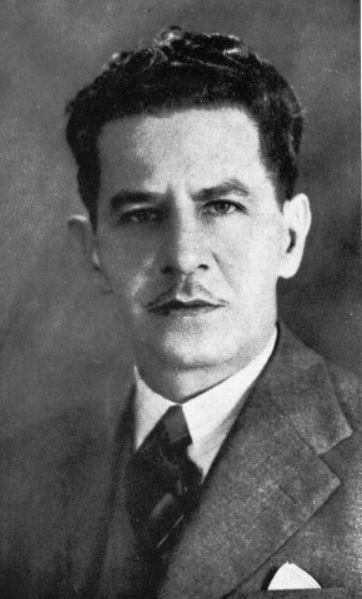
Ángel Biaggini fue el segundo candidato del gobierno para las elecciones.

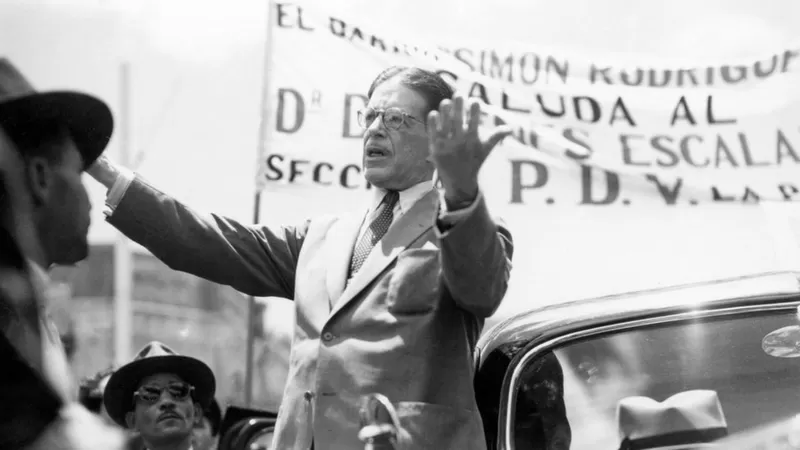
Campaña electoral de Diógenes Escalante, primer candidato del gobierno, en 1945.

El expresidente Eleazar López Contreras parecía cercano a lograr la presidencia para las próximas elecciones.

## Golpe de Estado de 1945

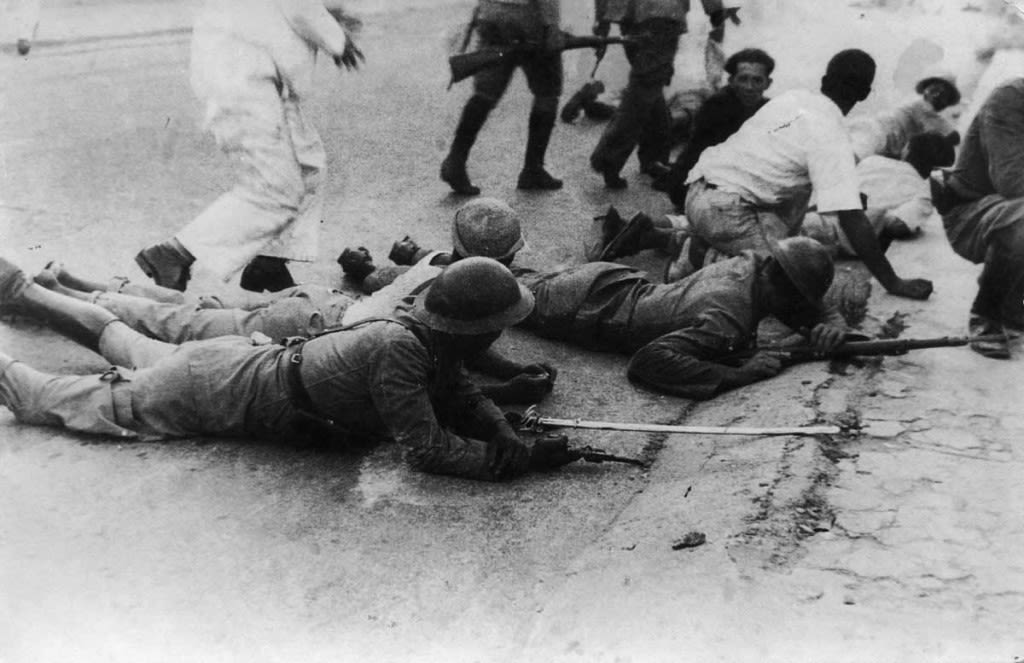
Enfrentamiento entre leales y contrarios al gobierno de Medina en el golpe de Estado de 1945.

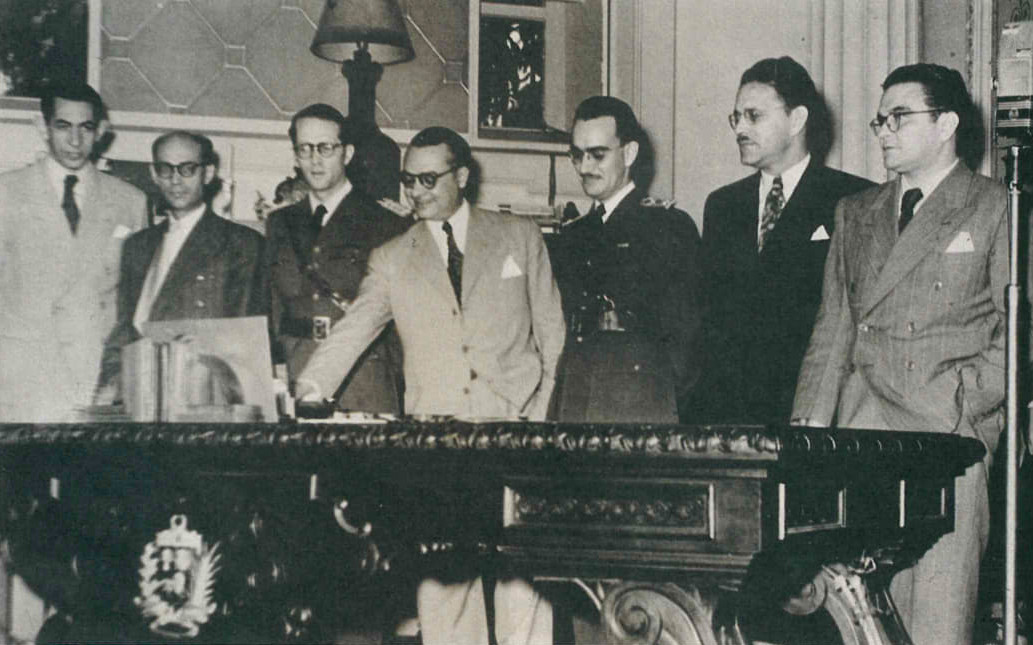
La Junta Revolucionaria de Gobierno sucedió al gobierno de Medina.

Parte del ejército sentía que primaba la gerontocracia en el Estado, y al mismo tiempo, a pesar de la legalización de partidos políticos, la sociedad civil no había visto cumplida su expectativa de restablecer constitucionalmente las elecciones presidenciales libres y directas. Rómulo Betancourt y Marcos Pérez Jiménez lideraron un golpe de Estado cívico-militar en contra del presidente Medina Angarita, suspendiendo Medina las garantías constitucionales y arrestando a Pérez Jiménez, pero terminando derrocado y yéndose al exilio. Más adelante todos los líderes golpistas serían presidentes, comenzando por Betancourt.

## Repercusión histórica

### Jurado de Responsabilidad Civil y Administrativa
En 1945 fue establecido el Jurado de Responsabilidad Civil y Administrativa para investigar corrupción relativa al gobierno de los gobiernos gomecistas y posgomecistas, incluyendo el de Medina.

### Legado
La apertura y proyecto democrático de Medina Angarita permitió la legalización como partidos de los movimientos que estaban liderados por los actores políticos principales del momento, opositores al gobierno. Estos partidos tendrían preponderancia en el tablero político venezolano a partir de ese momento.
El Trienio adeco de Rómulo Betancourt y Rómulo Gallegos (también denominado «Trienio democrático») y la dictadura de la Junta de Gobierno fueron considerados unos gobiernos sectarios en menor, igual y/o mayor cualidad, especialmente bajo la represiva dictadura militar perezjimenista. Tras la ilegalización de Acción Democrática (AD) y del Partido Comunista (PCV) durante esta última, una apertura democrática para todo el espectro político no se repetiría hasta el gobierno interino de Wolfgang Larrazábal (1958), y una más duradera, a partir del primer gobierno de Rafael Caldera (1969-1974) tras su denominada política de «pacificación».

## Ideología
El gobierno de Medina Angarita promovió durante la Segunda Guerra Mundial una visión antifascista.